# Manuel Landeta
Manuel Landeta  nom d'artiste de José Manuel Goenaga Jassan né le 5 octobre 1958 est un acteur mexicain connu pour ses rôles dans plusieurs telenovelas.

## Ses débuts à la télévision
Il a commencé sa carrière d'acteur à 26 ans en jouant dans le feuilleton "La pasión de Isabela". Il a obtenu en vedette Martin Garatuza, comme personnage éponyme dans une histoire se déroulant dans le Mexique colonial. Il a aussi participé aux travaux de Joseph le rêveur en 1998 et de Mad About You(2000). Il enregistre son tout premier album "Look at me".
Il a participé à la "danse" pour le Mexique en 2005 et en 2006 à la danse pour la "Boda de mis Sueños.
En 2009, il joue dans la telenovela "Amour océan" en interprétant le rôle de Léon Barra.
En 2012, il interprète le rôle de Bernardo del Castillo dans la série "Corazón valiente" ; La force du cœur (titre en français).

## Filmographie
- 1996-1997 : Sentimientos ajenos : Miguel Angel
- 1998 : Vivo por Elena : Hugo Milanés
- 1999 : El niño que vino del mar : Carlos Criail
- 2004 : Rubi : Lucio de Montemayor / le conte d'Aragon
- 2009-2010 : Mar de amor  : León Parra Ibáñez / León Barra Montiel
- 2010-2011 : Teresa : Rubén Cáceres Muro
- 2012-2013 : Corazón valiente : Bernardo del Castillo
- 2014 : La impostora : Adriano Ferrer
- 2016 : Un camino hacia el destino : Hernán